# Yuancheng

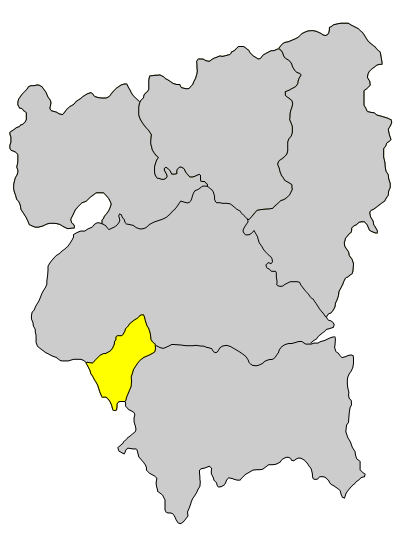
Lage des Stadtbezirks Yuancheng innerhalb der Stadt Heyuan

Der Stadtbezirk Yuancheng (chinesisch 源城区, Pinyin Yuánchéng Qū) ist ein Stadtbezirk in der chinesischen Provinz Guangdong. Er gehört zum Verwaltungsgebiet der bezirksfreien Stadt Heyuan. Yuancheng hat eine Fläche von 361,5 km² und zählt 703.607 Einwohner (Stand: Zensus 2020). Yuancheng ist das Zentrum und der Regierungssitz von Heyuan. Regierungssitz ist das Straßenviertel Shangcheng (上城街道).

## Administrative Gliederung
Auf Gemeindeebene setzt sich der Stadtbezirk aus vier Straßenvierteln und zwei Großgemeinden zusammen. 